# Hieracium blancii
Hieracium blancii es una especie de planta con flor del género Hieracium, de la familia Asteraceae, orden Asterales.

## Distribución
Hieracium blancii se distribuye por Francia, España y Marruecos.

## Taxonomía
Fue descrita científicamente por J. Serres. Fue publicada en Bull. Soc. Bot. France 2: 225 (1855).